# Gmina Grästorp
Gmina Grästorp (szw. Grästorps kommun) – gmina w Szwecji, w regionie Västra Götaland, z siedzibą w Grästorp.
Pod względem zaludnienia Grästorp jest 269. gminą w Szwecji. Zamieszkuje ją 5794 osób, z czego 49,84% to kobiety (2888) i 50,16% to mężczyźni (2906). W gminie zameldowanych jest 120 cudzoziemców. Na każdy kilometr kwadratowy przypada 21,81 mieszkańca. Pod względem wielkości gmina zajmuje 234. miejsce.